# Cancro-do-castanheiro
Cancro-do-castanheiro (nome científico: Cryphonectria parasitica) é um membro do filo Ascomycota. Este fungo necrotrófico é nativo do Leste e Sudeste Asiático e foi introduzido na Europa e América do Norte no início de 1900. Se espalhou rapidamente e causou perda significativa de árvores em ambas as regiões. Consta na trigésima posição na lista 100 das espécies exóticas invasoras mais daninhas do mundo.

## Visão geral
O cancro-da-castanheiro é um fungo parasita de castanheiros. Naturalmente encontrado no Sudeste Asiático, infecta originalmente o castanheiro-chinês (Ca. mollissima) e o castanheiro-japonês (Ca. crenata), mas essas duas espécies coevoluíram com o patógeno, tornando-as resistentes aos seus efeitos nocivos. Introduções acidentais levaram a populações invasoras na América do Norte e Europa. A doença fúngica teve impacto econômico e social devastador nas comunidades do leste dos Estados Unidos. Na primeira metade do século XX, matou cerca de quatro bilhões de árvores - ou por outra contagem 3,5 bilhões de árvores até 2013. Impactos menos graves ocorreram na Europa devido à hipovirulência induzida por CHV1 generalizada. O CHV1 é um dos pelo menos dois patógenos virais que enfraquecem o fungo através da hipovirulência e ajudam as árvores a sobreviver.
O castanheiro-americano (Castanea dentata) e o castanheiro-anão (Ca. pumila) são altamente suscetíveis à ferrugem do castanheiro. O castanheiro-bravo (Ca. sativa) também é suscetível, mas devido à hipoviruluência generalizada do CHV1, a morte de árvores induzida por cancro é menos comum. O fungo pode infectar outras espécies de árvores, como carvalhos (Quercus), Acer rubrum, Rhus typhina e Carya ovata. Uma vez infectadas, essas árvores também exibem casca laranja com cancros, mas não morrem. O patógeno pode persistir nessas árvores, produzindo esporos que podem infectar outras árvores. O fungo é disseminado por ascósporos transportados pelo vento e, numa distância menor, por conídios distribuídos pela ação de respingos de chuva. A infecção é local no alcance, então alguns castanheiros-americanos isolados sobrevivem onde não há outra árvore dentro de 10 quilos (6,2 milhas). O colar radicular e o sistema radicular do castanheiro têm alguma resistência à infecção devido a organismos do solo que reagem adversamente ao fungo; consequentemente, um grande número de pequenos castanheiros-americanos ainda existe como brotos que crescem a partir de bases de raízes existentes. No entanto, esses brotos regenerados raramente atingem o estágio sexualmente reprodutivo antes de serem mortos pelo fungo.

## História

### Infecção na América do Norte
A praga do castanheiro foi acidentalmente introduzida na América do Norte por volta de 1904, quando o cancro-do-castanheiro foi introduzido nos Estados Unidos do leste da Ásia a partir da introdução do cultivo de castanheiros-japoneses nos Estados Unidos para fins comerciais. Foi encontrado pela primeira vez nos castanheiros do Jardim Zoológico de Nova Iorque (o Zoológico do Bronx) por Herman W. Merkel, um guarda florestal do zoológico. Em 1905, o micologista estadunidense William Alphonso Murrill isolou e descreveu o fungo responsável (que chamou de Diaporthe parasitica), e demonstrou por inoculação em plantas saudáveis que o fungo causava a doença. Em 1940, a maioria dos castanheiros-americanos maduros foram dizimados pela doença.
A infecção de castanheiros-americanos com cancro-do-castanheiro apareceu simultaneamente em vários lugares em outros lugares da Costa Leste, provavelmente de castanheiros-japoneses, que se tornaram importações populares. Castanheiros-japoneses e chineses têm resistência à infecção por cancro-do-castanheiro. Dentro de 40 anos, a população de quase quatro bilhões de castanheiros-americanos na América do Norte foi devastada; apenas algumas touceiras de árvores permaneceram em Michigão, Uisconcim e no noroeste do Pacífico. Por causa da doença, a madeira de castanheiro-americano quase desapareceu do mercado por décadas, embora ainda possa ser obtida como madeira recuperada. Estima-se que em alguns lugares, como as Montanhas Apalaches, uma em cada quatro madeiras De lei era um castanheiro-americano. As árvores maduras geralmente cresciam retas e sem galhos por 50 pés e podiam crescer até 100 pés de altura com diâmetro de tronco de 14 pés a alguns pés acima do nível do solo. A madeira marrom-avermelhada era leve, macia, fácil de rachar, muito resistente ao apodrecimento e não deformava nem encolhia. Por três séculos, muitos celeiros e casas perto das Montanhas Apalaches foram feitos de castanheiro-americano. Devido à sua resistência à deterioração, as indústrias de toda a região usavam a madeira do castanheiro-americano para postes, estacas, dormentes ferroviários e cercas de trilhos. Sua madeira de grão reto era ideal à construção de móveis e caixões. A fruta que caía no chão era importante cultura de rendimento e fonte de alimento. A casca e a madeira eram ricas em ácido tânico, que fornecia taninos para uso no curtimento de couro. Muitos animais nativos se alimentavam de castanhas, e as castanhas eram usadas para alimentação do gado, o que mantinha o custo da criação de gado baixo.
Os esforços começaram na década de 1930 e ainda estão em andamento, em Massachussetes e muitos outros lugares nos Estados Unidos, para repovoar o país com castanheiros. Os castanheiros-americanos sobreviventes estão sendo criados para resistência à praga, principalmente pela The American Chestnut Foundation, que visa reintroduzir um castanheiro-americano resistente à praga em sua área de floresta original nas primeiras décadas do século XXI. O castanheiro-japonês e o castanheiro-chinês, assim como Castanea seguinii e Castanea henryi, têm sido usadas nesses programas de reprodução nos Estados Unidos para criar híbridos resistentes. Descobriu-se que os castanheiros-chineses têm a maior resistência ao cancro-do-castanheiro; no entanto, os indivíduos das espécies chinesas podem variar na resistência. Alguns indivíduos ainda são bastante suscetíveis, enquanto outros são essencialmente imunes.

### Infecção na Europa
A praga foi identificada pela primeira vez em Gênova em 1938. Se espalhou rapidamente e foi identificada na França em 1946, na Suíça em 1951 e na Grécia em 1963. Mais recentemente, foi encontrada no Reino Unido. Devido às diferenças genéticas entre as populações de fungos, é provável que uma segunda introdução tenha ocorrido na Geórgia e no Azerbaijão em 1938.

## Sintomas
O fungo entra através de feridas em árvores suscetíveis e cresce dentro e sob a casca, eventualmente matando o câmbio em todo o ramo, galho ou tronco. O primeiro sintoma da infecção é uma pequena área marrom-alaranjada na casca da árvore. Um cancro afundado então se forma à medida que o leque micelial se espalha sob a casca. À medida que as hifas se espalham, produzem vários compostos tóxicos, sendo o mais notável o ácido oxálico. Este ácido reduz o pH do tecido infectado de cerca de 5,5 para aproximadamente 2,8, o que é tóxico às células vegetais. O cancro eventualmente envolve a árvore, matando tudo acima dela. Gavinhas amarelas distintas (cirros) de conídios podem ser vistas extrusadas em clima úmido.

## Ciclo de vida e reprodução
Os tecidos vegetais primários visados pelo cancro-do-castanheiro são a casca interna, uma área que contém o tecido condutor, e o câmbio, uma camada de células que se dividem ativamente que dão origem aos tecidos vasculares secundários. Nesses tecidos, o patógeno forma cancros difusos nos quais o micélio hiberna. Na primavera seguinte, dois tipos de corpos de frutificação se formam: picnídios, geralmente os primeiros, e peritécios. Após a chuva, os picnídios exsudam gavinhas alaranjadas de conídios, os esporos assexuados, enquanto os peritécios ejetam à força os ascósporos, os esporos sexuais. Ao serem transportados pelo ar, os ascósporos são transportados por redemoinhos de vento para novos hospedeiros ou infectam outras partes da mesma árvore. Quando insetos, pássaros ou outros animais selvagens entram em contato com os cancros, podem dispersar mecanicamente os conídios para um novo hospedeiro. Além disso, os esporos assexuados podem ser dispersos por respingos de chuva. Se os cancros continuarem a se formar e se expandir, o fungo pode envolver o caule, cortando o fluxo de nutrientes e água para os tecidos vegetativos vitais. A ausência de dispersão de nutrientes resultará na morte das árvores; no entanto, o sistema radicular sobreviverá. Como resultado, as castanhas americanas existem principalmente como arbustos que brotam das raízes antigas e sobreviventes.

## Manejo: hipovirulência, sanitização e controle químico
Na Europa, no final da década de 1960, descobriu-se que uma cepa de cancro-do-castanheiro era menos virulenta, capaz apenas de produzir cancros superficiais que o tecido caloso da árvore poderia eventualmente limitar e isolar. O traço de hipovirulência pode ser transferido de uma cepa avirulenta para uma cepa letal por meio de anastomose - a fusão de hifas. Mais tarde foi descoberto que esta virulência atenuada era devido à infecção por um micovírus dsRNA, Cryphonectria hypovirus 1 (CHV1) do gênero Hypovirus. Considerando a natureza das cepas hipovirulentas, tem havido forte interesse em usá-las para manejar cepas letais de cancro-do-castanheiro. Na Europa, a disseminação natural da hipovirulência em populações de patógenos resultou na restauração de castanheiros economicamente valiosos. Infelizmente, este não foi o caso nos Estados Unidos. Em comparação com a Europa, os Estados Unidos têm diversidade maior de cepas de cancro-do-castanheiro. Assim, a disseminação do micovírus em populações americanas é inibida pela incompatibilidade vegetativa, um sistema de alorreconhecimento que inibe a fusão de hifas entre indivíduos geneticamente distintos em locais específicos. Em 2016, no entanto, "cepas doadoras de super micovírus" de cancro-do-castanheiro foram projetadas para superar esse sistema de incompatibilidade. Isso poderia potencialmente ser empregado como método de controle biológico.
Alguns microrganismos do solo suprimem cancro-do-castanheiro. Isso pode ser usado para tratar os cancros, usando compressa de terra, uma quantidade de terra encostada no próprio tronco com filme plástico e uma fita adesiva em volta. Além do biocontrole, também pode ser manejado por meio de práticas de saneamento e controle químico; no entanto, tais estratégias de manejo só são viáveis em pequena escala, como num pomar. Práticas de saneamento, como a poda de galhos sintomáticos e a remoção de árvores infectadas, podem servir para eliminar fontes de inóculo e limitar a disseminação do patógeno. Além disso, alguns fungicidas podem ser eficazes. Um estudo sobre o controle químico do cancro-do-castanheiro em castanheiro-bravo, pode ter descoberto que a aplicação externa de oxicloreto de cobre e carbendazim poderia reduzir a taxa de doença em quase 50%.

## Esforços de conservação na América do Norte
Existem aproximadamente 2 500 castanheiros crescendo em 60 acres (24 hectares) perto de West Salem, Uisconscim, que é o maior povoamento remanescente de castanheiro-americano do mundo. Essas árvores são descendentes daquelas plantadas por Martin Hicks, um dos primeiros colonizadores da área. No final de 1800, Hicks plantou menos de uma dúzia de castanheiros. Plantados fora do alcance natural do castanheiro-americano, essas árvores escaparam da onda inicial de infecção pelo cancro, mas em 1987 os cientistas encontraram a praga também nesta área. Os cientistas estão trabalhando para tentar salvar as árvores. Existe um programa para trazer o castanheiro-americano de volta à floresta oriental financiado pela American Chestnut Foundation, Departamento de Recursos Naturais de Uisconcim, Serviço Florestal dos Estados Unidos, Universidade da Virgínia Ocidental, Universidade Estadual de Michigan e Universidade Cornell.
A remoção de árvores danificadas para controlar a doença foi tentada pela primeira vez quando a praga foi descoberta, mas isso provou ser uma solução ineficaz. Os cientistas então começaram a introduzir um hipovírus hiperparasitário no fungo do cancro-do-castanheiro. As árvores infectadas com fungos tratados com vírus responderam imediatamente e começaram a curar seus cancros. No entanto, o vírus foi tão eficiente em atenuar o crescimento fúngico que impediu a propagação do vírus de um fungo infectado que crescia numa árvore para aquele que crescia em outra árvore. Apenas as árvores tratadas com vírus se recuperaram. A opinião científica sobre o futuro do estande varia.

### Castanheiros híbridos
Os esforços atuais estão em andamento pela Forest Health Initiative para usar técnicas modernas de reprodução e engenharia genética para criar linhagens de árvores resistentes, com contribuições da Faculdade de Ciências Ambientais e Florestais da Universidade Estadual de Nova Iorque, a Universidade Estadual da Pensilvânia, da Universidade da Geórgia e do Serviço Florestal dos Estados Unidos. Um dos métodos mais bem-sucedidos de criação é criar um cruzamento duma espécie resistente (como a da China ou do Japão) e um castanheiro-americano. Os pesquisadores identificaram dois ou três genes que permitem a resistência e estão se concentrando em dar aos híbridos de castanheiro-americano apenas os genes do castanheiro-chinês ou japonês.
As duas espécies foram criadas pela primeira vez para criar um híbrido 50/50. Após três retrocruzamentos com castanheiro-americano, o genoma restante é aproximadamente 1/16 do da árvore resistente e 15/16 do americano. A estratégia é selecionar genes de resistência durante o retrocruzamento, preservando as características mais selvagens da castanheiro-americano como o fenótipo dominante. Assim, os castanheiros híbridos recém-criados devem atingir as mesmas alturas que o castanheiro-americano original. Muitos desses híbridos de castanheiro-americano 15/16 foram plantados ao longo da Costa Leste, inclusive na Floresta Nacional de Jefferson e no Memorial Nacional do Voo 93. Alguns desses sítios tiveram pesquisadores verificando as mudas que foram plantadas para ver sua taxa de sobrevivência. Para que os híbridos se saiam bem, precisam de áreas com drenagem decente e luz solar abundante.

### Castanheiros transgênicos resistentes ao cancro
Um estudo de 1983 sobre hipovirulência mostrou que o cancro-do-castanheiro infectado com hipovírus produzia menos ácido oxálico ao atacar o câmbio. Enquanto isso, um patologista de plantas, Dr. William Powell, estava tentando descobrir como transferir toda a genética de resistência da castanha asiática para seus parentes americanos. Na década de 1990, teve a ideia de desistir do trabalho mais complicado e maior e, em vez disso, procurar um único gene em outro lugar. (Em trabalhos relacionados, em 2001, Liang, Mayard, Allen e Powell inseriram com sucesso um gene de oxalato oxidase (OxO) do trigo em Populus × euramericana ("Ogy") para resistência à Septoria musiva. Esta enzima quebra o ácido oxálico secretado pelo fungo em dióxido de carbono e peróxido de hidrogênio.) Em 2007, Welch, Stipanovic, Maynard e Powell mostraram que o castanheiro-americano transgênico expressando um trigo OxO realmente tinha menor degradação de lignina por OA, e sugeriram que esse era o caminho a seguir.
Alguns anos depois, essa linha de pesquisa culminou no produto final: Powell e outro caminho de planta - Dr. Charles Maynard - trabalhando na Faculdade de Ciências Ambientais e Florestais da Universidade Estadual de Nova Iorque desenvolveram castanheiros-americanos que têm resistência total ao cancro-do-castanheiro. A resistência total foi alcançada pela introdução de um gene OxO de trigo no genoma do castanheiro-americano. (Como um gene não relacionado foi transferido, isso não fez com que os castanheiros produzissem glúten e as nozes permanecessem sem glúten.) As árvores transgênicas têm resistência igual ou superior aos castanheiros-chineses. Em 2013, a Faculdade de Ciências Ambientais e Florestais da Universidade Estadual de Nova Iorque teve mais de 100 eventos individuais sendo testados, com mais de 400 programados para estar no campo ou no laboratório para vários testes de ensaio nos próximos anos e mais de mil árvores crescendo em vários locais de campo em 2014. A aprovação do governo será necessária antes de devolver qualquer uma dessas árvores resistentes à praga à natureza. O Jardim Botânico de Nova Iorque plantou várias delas para exibição pública.
No início, existem muito poucos castanheiros manipulados. À multiplicação de sementes, enxertia funcionaria. O crescimento normal da árvore requer seis, sete ou até oito anos antes que um castanheiro floresça. No entanto, o manejo normal do pomar acelerará isso em até dois-três anos à produção de pólen (embora ainda sem frutificação). O laboratório de Powell conseguiu usar câmaras de crescimento com maiores entradas de luz para reduzir a produção de pólen em menos de um ano.

## Impacto econômico e ecológico da doença
Em menos de cinquenta anos após o seu surgimento, o cancro-do-castanheiros praticamente eliminou o castanheiro-americano como espécie de dossel em 8,8 milhões de acres (3,6 × 106 ha) de floresta. O castanheiro foi importante fonte de alimento aos animais nas florestas dos Apalaches de baixa altitude. Essa perda resultou na diminuição drástica na população de esquilos, a extinção de sete espécies de mariposas nativas e a recuperação lenta de populações de veados, falcões-do-tanoeiro (Accipiter cooperii), onças-pardas (Puma concolor) e linces (Lynx rufus). Os efeitos desta doença também se espalharam pelo ecossistema, estando ligados a uma diminuição na abundância de aves que nidificam em cavidades e a diminuição na qualidade da água do rio que afetou negativamente as populações de invertebrados aquáticos.
Em 1912, a madeira de castanheiro em pé em apenas três estados foi estimada em US$ 82,5 milhões (US$ 1,9 bilhão em dólares atuais) em valor. Portanto, além dos impactos ecológicos, o cancro-do-castanheiro pode causar perda devastadora no bem-estar econômico das comunidades dependentes do castanheiro. Os alpinistas, moradores das comunidades das Montanhas Apalaches, tiveram que alterar drasticamente seus estilos de vida para lidar com os efeitos dessa doença. Os efeitos econômicos também foram consideráveis na Europa, particularmente antes que o CHV1 se espalhe naturalmente para uma região. Na Grécia, por exemplo, a doença forçou a migração de pessoas que não podiam mais viver de castanheiros. Também levou a um declínio de 40% na produção da castanha grega.